# Cvrčci
Cvrčci (Auchenorrhyncha) je podred kukaca polukrilaca (Hemiptera). Sastoji se od 2 infrarazreda: Cicadomorpha i Fulgoromorpha.

## Razdioba
- Infrarazred Cicadomorpha (Clypeorrhyncha, Clypeata)
  - Nadporodica Cercopoidea
    - Aphrophoridae
    - Cercopidae
    - Clastopteridae
    - Epipygidae
    - Machaerotidae

  - Nadporodica Cicadoidea
    - Cicadidae
    - Tettigarctidae

  - Nadporodica Membracoidea
    - Aetalionidae
    - Cicadellidae
    - Melizoderidae
    - Membracidae
    - Myerslopiidae
- Infrarazred Fulgoromorpha
  - Nadporodica Fulgoroidea
    - Acanaloniidae
    - Achilidae
    - Achilixiidae
    - Cixiidae
    - Delphacidae
    - Derbidae
    - Dictyopharidae
    - Eurybrachyidae
    - Flatidae
    - Fulgoridae
    - Gengidae
    - Hypochthonellidae
    - Issidae
    - Kinnaridae
    - Lophopidae
    - Meenoplidae
    - Nogodinidae
    - Ricaniidae
    - Tettigometridae
    - Tropiduchidae

## Vanjske poveznice
|  | Zajednički poslužitelj ima još gradiva o temi Auchenorrhyncha |
|  | Wikivrste imaju podatke o taksonu Auchenorrhyncha             |

- Bibliography of the Auchenorrhyncha of Central Europe
- DrMetcalf: a resource on cicadas, leafhoppers, planthoppers, spittlebugs, and treehoppers  Arhivirana inačica izvorne stranice od 12. kolovoza 2016. (Wayback Machine)
- Photographic Atlas of the Planthoppers and Leafhoppers of Germany  Arhivirana inačica izvorne stranice od 16. veljače 2021. (Wayback Machine)
- Photographs of the Auchenorrhyncha of North and South America